# Antonio Brown
Antonio Tavaris Brown Sr. (Miami, 10 luglio 1988) è un ex giocatore di football americano statunitense che ha militato nel ruolo di wide receiver nella National Football League (NFL). Fu scelto nel corso del sesto giro (195º assoluto) del Draft NFL 2010 dai Pittsburgh Steelers. Al college ha giocato a football alla Central Michigan University.

## Carriera

### Pittsburgh Steelers

#### Stagione 2010
Brown fu scelto dai Pittsburgh Steelers nel corso del sesto giro del Draft 2010. Debuttò come professionista il 19 settembre contro i Tennessee Titans, guadagnando 128 yard su tre ritorni (2 di kickoff, 1 da un punt), incluso un touchdown da 89 yard nella prima giocata della partita. Nel secondo turno dei playoff contro i Baltimore Ravens, Brown ricevette un passaggio da 58 yard su una situazione di terzo down e 19 dal quarterback Ben Roethlisberger che anticipò l'azione del touchdown della vittoria della sua squadra. Nella settimana successiva nella finale della AFC contro i New York Jets, a due minuti dal termine, Brown ricevette un passaggio da 14 yard su una situazione di terzo down e sei yard che sigillò la vittoria di Pittsburgh e la qualificazione al Super Bowl XLV, perso poi contro i Green Bay Packers.

#### Stagione 2011
Il 30 ottobre 2011 Brown segnò il suo primo touchdown su ricezione in carriera su passaggio da 7 yard di Roethlisberger. Il 4 dicembre 2011 ritornò il suo primo punt in touchdown contro i Cincinnati Bengals, venendo premiato come miglior giocatore degli special team della AFC della settimana. La sua seconda stagione si concluse diventando il primo giocatore della storia della lega a guadagnare nella stessa stagione mille yard su ricezione e altre mille da ritorni, venendo convocato per il suo primo Pro Bowl.

#### Stagione 2012
Il 28 luglio 2012, Brown firmò un nuovo contratto quinquennale del valore di 42,2 milioni di dollari con gli Steelers. Quell'anno concluse con 787 yard ricevute e l'allora primato personale di 5 touchdown su ricezione.

#### Stagione 2013

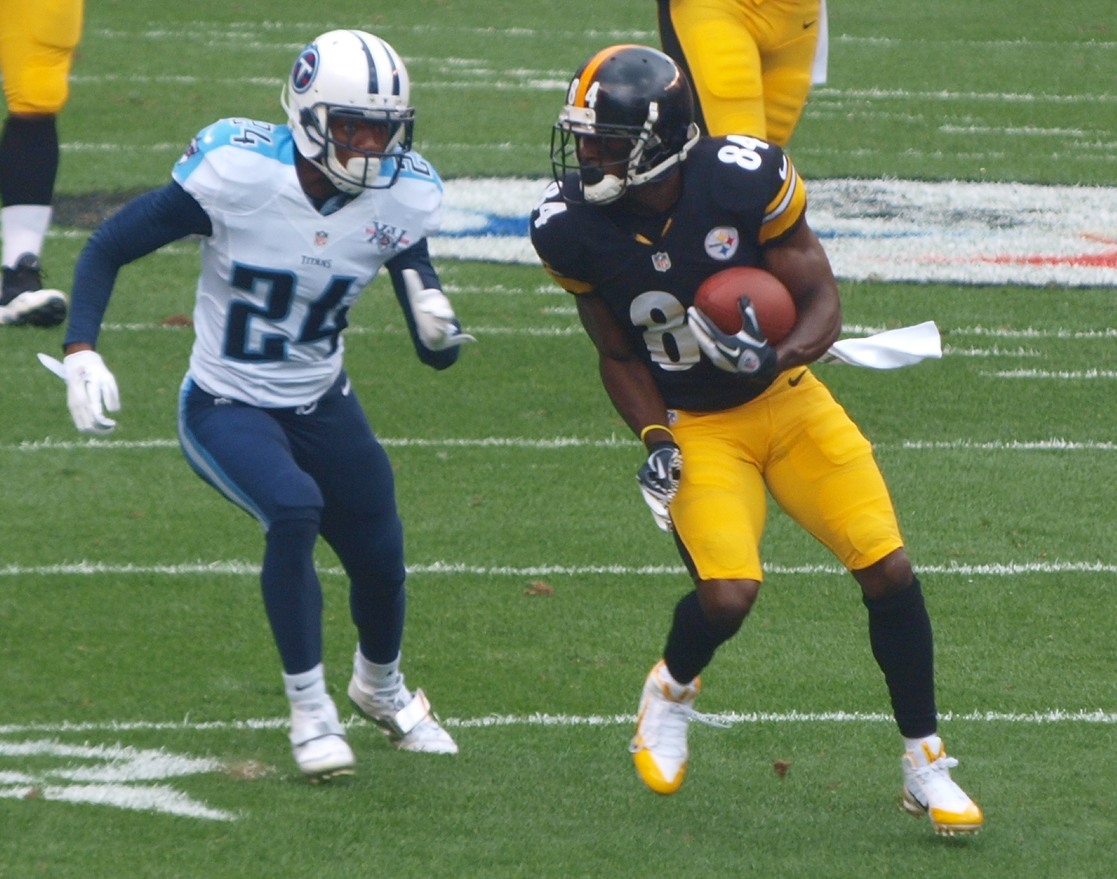
Brown nel 2013 contro i Titans.

Prima dell'inizio della stagione 2013, gli Steelers decisero di non rinnovare il contratto a Mike Wallace, preferendo puntare su Brown che ripagò la loro fiducia. La prima gara di alto livello la disputò nella settimana 3 contro i Chicago Bears in cui ricevette 196 yard e segnò due touchdown. Un'altra ottima prova la disputò nella settimana 11 ricevendo 147 yard e segnando due touchdown nella vittoria sui Detroit Lions. Il 27 dicembre fu premiato con la seconda convocazione al Pro Bowl in carriera. La sua stagione si concluse al secondo posto nella lega sia in ricezioni (109) che in yard ricevute (1.499) e segnò 8 touchdown, venendo inserito nel Second-team All-Pro e votato al 23º posto nella NFL Top 100 dai suoi colleghi.

#### Stagione 2014
I primi due touchdown del 2014 Brown li segnò nella vittoria della settimana 3 su un campo ostico come quello dei Carolina Panthers. Altri due, con 131 yard ricevute, li mise a segno la domenica successiva, ma gli Steelers furono superati in rimonta dai Buccaneers. Con due TD nella settimana 8 sui Colts e uno nella settimana 9 sui Ravens, gare entrambe vinte da Pittsburgh, Brown pareggiò già il suo primato personale di otto dell'anno precedente. Due settimane dopo superò il suo record segnando il nono touchdown, oltre a 91 yard ricevute, nella vittoria esterna sui Titans. Nell'ultimo turno Brown ricevette 128 yard, segnò un touchdown su ricezione e uno su ritorno di punt nella vittoria sui Bengals che diede a Pittsburgh la vittoria della propria division. La sua stagione si chiuse guidando la NFL con 129 ricezioni (all'epoca secondo massimo di tutti i tempi dietro le 143 di Marvin Harrison nel 2002) e 1.698 yard (record di franchigia), mentre i suoi 13 touchdown su ricezione furono il secondo risultato della lega. Fu convocato per il terzo Pro Bowl in carriera e inserito nel First-team All-Pro.
Il 3 gennaio 2015, gli Steelers, privi del running back All-Pro Le'Veon Bell, furono subito eliminati nel primo turno di playoff dai Ravens, con Brown che guidò i suoi con 9 ricezioni per 117 yard.

#### Stagione 2015

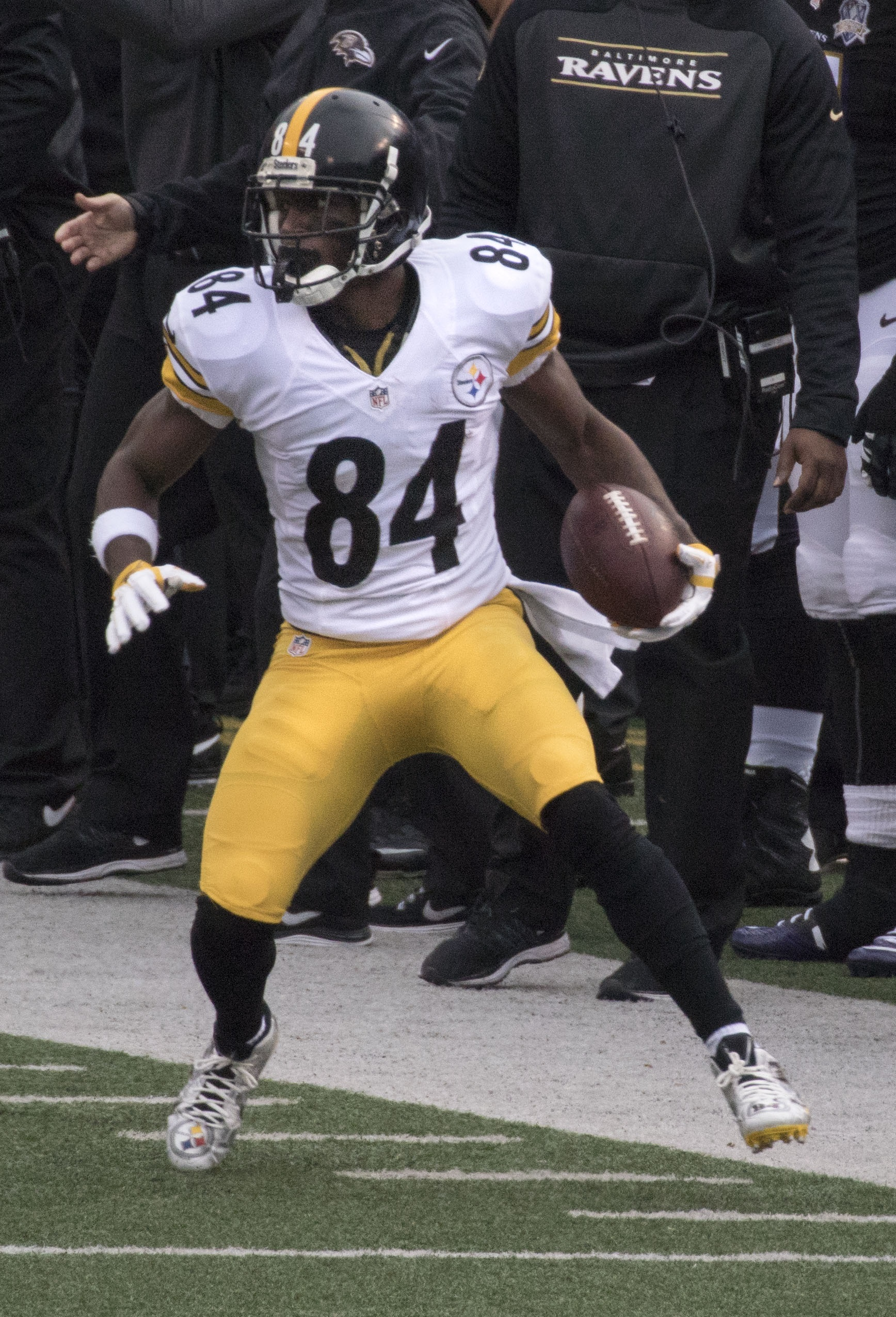
Brown nel 2015

Brown aprì la stagione ricevendo 133 yard e un touchdown nella sconfitta in casa dei Patriots. La prima vittoria giunse nel turno successivo per 43-18 sui 49ers in cui ricevette 195 yard e il secondo touchdown. Nella settimana 9, Brown stabilì due nuovi record di franchigia con 17 ricezioni per 284 yard nella vittoria sul filo di lana contro i Raiders. Sette giorni dopo ricevette altre 139 yard e 2 TD nella vittoria interna sui Browns. Alla fine di novembre fu premiato come giocatore offensivo della AFC del mese.
Nella settimana 13, Browns ricevette 118 yard e 2 touchdown, oltre a segnarne un terzo su ritorno di punt da 71 yard nella vittoria della gara della domenica sera sui Colts. Per questa prova fu premiato come giocatore degli special team dell'AFC della settimana. Sette giorni dopo, con sette ricezioni nella vittoria sui Bengals, divenne il sesto giocatore della storia della NFL a fare registrare tre stagioni consecutive con almeno cento ricezioni, raggiungendo Marvin Harrison, Jerry Rice, Herman Moore, Brandon Marshall e Wes Welker
Nella settimana 15 Brown ricevette 16 passaggi per 189 yard e due touchdown nella vittoria sui Broncos che riportò Pittsburgh in posizione utile per qualificarsi ai playoff, venendo premiato come giocatore offensivo della AFC della settimana. In quella partita stabilì il nuovo record NFL per il maggior numero di ricezioni in tre stagioni consecutive (355), superando il precedente primato di Marvin Harrison di 354 fatto registrare nel periodo 2000-2002. Nel penultimo turno divenne il secondo giocatore della storia della NFL a ricevere 1.600 yard per due stagioni consecutive, dopo Calvin Johnson nelle stagioni 2011 e 2012. Inoltre divenne il secondo giocatore nella storia della NFL con due stagioni consecutive con almeno 120 ricezioni dopo Cris Carter (1994–1995). Alla fine di dicembre fu premiato come giocatore offensivo del mese. La sua stagione regolare si chiuse guidando la NFL assieme a Julio Jones con 136 ricezioni (per entrambi il secondo miglior risultato della storia della lega), al secondo posto in yard ricevute (1.834), con 10 touchdown segnati, venendo convocato per il quarto Pro Bowl in carriera ed inserito nel First-team All-Pro.
Nel primo turno di playoff in casa dei Bengals, Brown guidò la sua squadra con 7 ricezioni per 119 yard nella vittoria per 18-16, venendo tuttavia costretto ad uscire nell'ultimo minuto di gioco a causa di un durissimo colpo irregolare infertogli da Vontaze Burfict. A causa della commozione cerebrale subita, fu costretto a perdere la partita del divisional round in cui Pittsburgh fu eliminata dai Broncos futuri campioni.

#### Stagione 2016
Nella settimana 11, Brown raggiunse le 600 ricezioni alla 96ª gara in carriera, il minor numero di sempre, sorpassando il precedente primato di Anquan Boldin che vi era riuscito in 98. Il 18 dicembre superò il record NFL di Marvin Harrison per il maggior numero di ricezioni nell'arco di quattro stagioni, raggiungendo quota 470. Nel penultimo turno, Brown segnò a nove secondi dal termine un touchdown (il 50º della carriera) che diede il sorpasso decisivo sui Ravens e il titolo di division a Pittsburgh. A fine stagione fu convocato per il quinto Pro Bowl in carriera e inserito nel First-team All-Pro dopo essersi classificato al secondo posto della NFL con 106 ricezioni, al quinto con 1.284 yard ricevute e al secondo a pari merito con 12 touchdown su ricezione.
Nel primo turno di playoff, Brown ricevette 124 yard e 2 touchdown nella vittoria sui Miami Dolphins per 30-12. Fu il primo giocatore da Randy Moss nel 2001 a segnare due TD su ricezione da più di 50 yard in una gara di playoff e il quarto in assoluto. Sette giorni dopo, nella vittoria esterna sui Chiefs, pareggiò il record NFL di Larry Fitzgerald con la quarta gara consecutiva da oltre cento yard ricevute nei playoff.

#### Stagione 2017
Brown aprì la stagione con 182 yard ricevute nella vittoria sui Browns. Nell'undicesimo fu premiato come giocatore offensivo della AFC della settimana dopo avere segnato un massimo stagionale di 3 touchdown, ricevendo 144 yard e superando quota mille per la sesta stagione in carriera. Nel quattordicesimo turno superò per la seconda volta le 200 yard in una partita, chiudendo con 213 nella vittoria sui Ravens che qualificò Pittsburgh ai playoff. Sette giorni dopo divenne il primo giocatore della storia a ricevere almeno 100 passaggi per cinque stagioni consecutive. La sua stagione regolare, in cui era uno dei principali candidati al premio di MVP, si chiuse però nella stessa partita contro i Patriots per un infortunio al polpaccio sinistro. A fine anno fu convocato per il suo sesto Pro Bowl e inserito nel First-team All-Pro, l'unico giocatore selezionato con votazione unanime dall'Associated Press, dopo avere guidato per la seconda volta la lega in yard ricevute malgrado l'assenza nelle ultime gare.

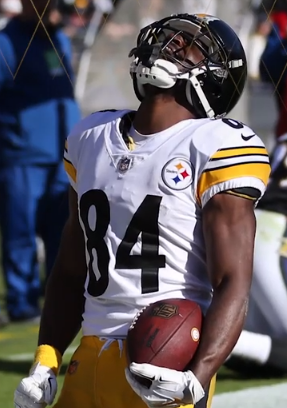
Antonio Brown nel 2018

Brown tornò in campo il 14 gennaio 2018 nel divisional round dei playoff segnando due touchdown ma gli Steelers furono eliminati in casa dai Jaguars. La sua partita terminò con 7 ricezioni per 132 yard.

#### Stagione 2018
Nel primo turno della stagione 2018 Brown divenne il secondo giocatore più rapido della storia (116 partite) a raggiungere le 10.000 yard ricevute in carriera. Dopo una partenza relativamente lenta, nel quinto turno ricevette 101 yard e 2 touchdown nella vittoria sugli Atlanta Falcons. A fine stagione fu convocato per il suo settimo Pro Bowl dopo avere guidato la NFL con un primato in carriera di 15 touchdown su ricezione.

### Oakland Raiders
Dopo aver pubblicamente richiesto di essere ceduto, Brown venne scambiato il 13 marzo agli Oakland Raiders in cambio di una terza e di una quinta scelta al Draft NFL 2019. Dopo numerosi problemi con la dirigenza e varie sanzioni, venne tuttavia svincolato il 7 settembre 2019 prima dell'inizio della stagione regolare.

### New England Patriots
Poche ore dopo esser stato svincolato dai Raiders, Brown firmò un contratto di un anno dal valore di 15 milioni di dollari coi campioni in carica dei New England Patriots. Debuttò con la nuova maglia nel secondo turno andando subito a segno su passaggio di Tom Brady.
Dopo essere stato accusato da due donne di aver subito delle molestie sessuali da parte di Brown, e dopo che le accuse sì dimostrarono fondate, i Patriots decisero di svincolarlo.

### Tampa Bay Buccaneers

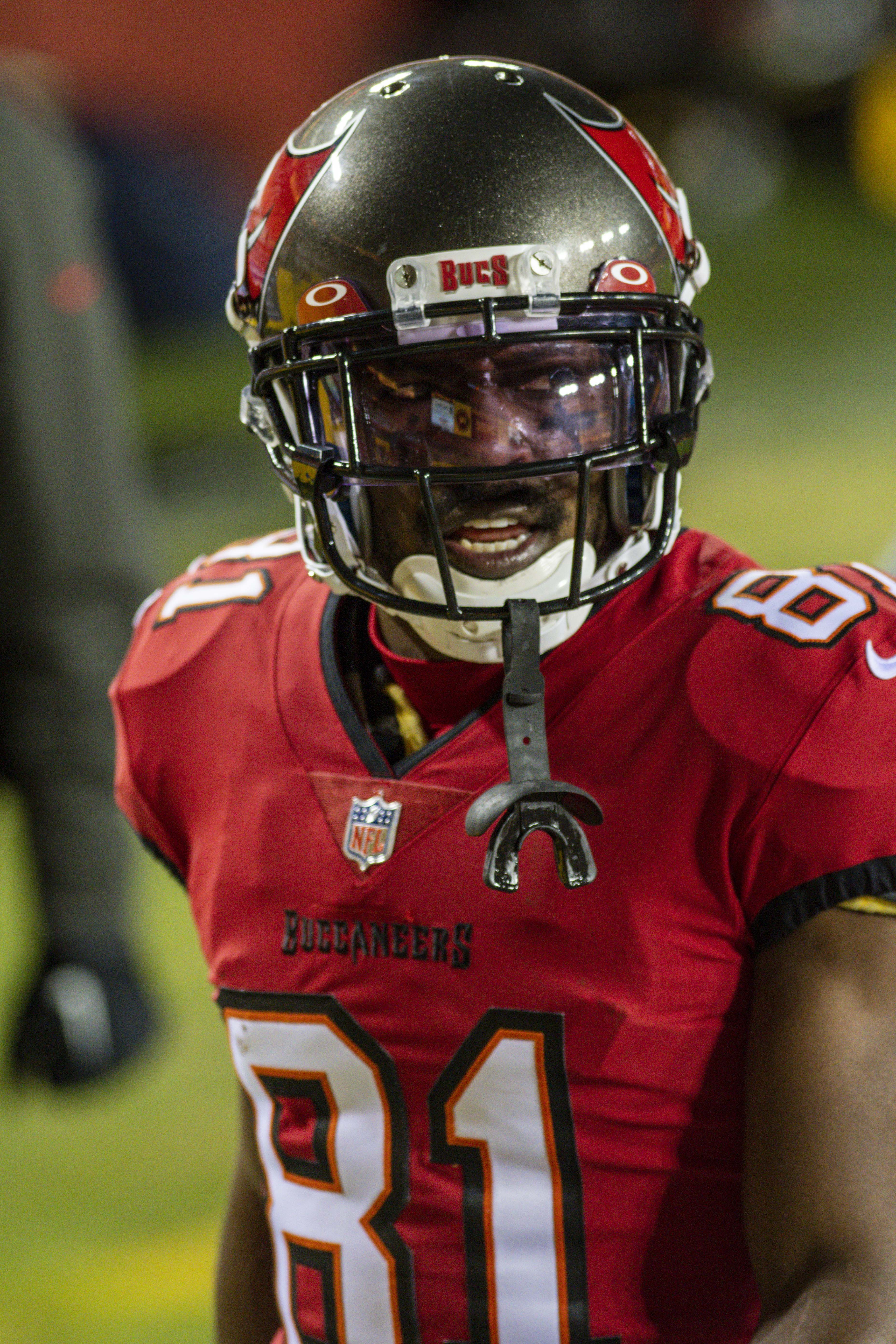
Brown nei playoff 2020

Dopo una squalifica di otto partite, il 24 ottobre 2020 Brown firmò un contratto di un anno con i Tampa Bay Buccaneers dove ritrovò il suo ex quarterback Tom Brady. Tornò in campo nella settimana 9 ricevendo 3 passaggi per 31 yard nella sconfitta contro i New Orleans Saints. Nel 15º turno tornò a segnare dopo 462 giorni nella vittoria sugli Atlanta Falcons. Nell'ultimo turno, ancora contro i Falcons, ebbe ricezioni per 138 receiving yards e 2 touchdown nella vittoria per 44–27. La sua annata si chiuse con 45 ricezioni per 483 yard e 4 touchdown.
Nel turno delle wild card dei playoff contro il Washington Football Team, Brown ricevette 2 passaggi per 49 yard e un touchdown nella vittoria per 31–23. Il 7 febbraio 2021, nel Super Bowl LV contro i Kansas City Chiefs campioni in carica, ricevette 5 passaggi per 22 yard e un touchdown nella vittoria per 31-9, conquistando il suo primo titolo.
Il 28 aprile 2021 Brown firmò un nuovo contratto annuale del valore di 6,25 milioni di dollari con i Buccaneers. Nella prima partita della nuova stagione guidò la squadra con 121 yard ricevute e un touchdown nella vittoria sui Cowboys. Nella settimana 5 divenne il più rapido giocatore a raggiungere le 900 ricezioni in carriera, riuscendovi in 143 partite. Il precedente record di 149 era di Marvin Harrison.
Nella settimana 17 contro i New York Jets, Brown uscì dal campo di gioco nel terzo quarto, lanciando maglia e guanti al pubblico. L'allenatore Bruce Arians affermò durante la conferenza stampa successiva che da quel momento il giocatore non faceva più parte della squadra. In seguito emerse che Arians aveva tentato di convincere Brown a giocare, ma questi si era rifiutato. In precedenza il giocatore aveva subito un infortunio alla caviglia e l'allenatore gli aveva chiesto di stringere i denti. Brown fu svincolato l'8 gennaio 2022 e non giocò più nella NFL.

## Palmarès

### Franchigia
- Super Bowl : 1

Tampa Bay Buccaneers: LV
- American Football Conference Championship: 1

Pittsburgh Steelers: 2010
- National Football Conference Championship: 1

Tampa Bay Buccaneers: 2020

### Individuale
- Convocazioni al Pro Bowl: 7

2011, 2013, 2014, 2015, 2016, 2017, 2018
- First-team All-Pro: 4

2014, 2015, 2016, 2017
- Second-team All-Pro: 1

2013
- Giocatore offensivo dell'anno della AFC: 1

2014 (condiviso con Le'Veon Bell)
- Giocatore offensivo della AFC del mese: 3

dicembre 2014, novembre e dicembre 2015
- Giocatore offensivo della AFC della settimana: 2

15ª del 2015, 11ª del 2017
- Leader della NFL in yard ricevute: 2

2014, 2017
- Club delle 10.000 yard ricevute in carriera
- Formazione ideale della NFL degli anni 2010

## Statistiche
| Anno     | Squadra  | Gare | Gare | Ricezioni | Ricezioni | Ricezioni | Ricezioni | Ricezioni | Ricezioni | Corse | Corse | Corse | Corse | Corse | Fumble | Fumble |
| Anno     | Squadra  | P    | PT   | Ber       | Ric       | Yard      | Media     | TD        | Max       | Ten   | Yard  | Media | TD    | Max   | Fum    | Persi  |
| -------- | -------- | ---- | ---- | --------- | --------- | --------- | --------- | --------- | --------- | ----- | ----- | ----- | ----- | ----- | ------ | ------ |
| 2010     | PIT      | 9    | 0    | 19        | 16        | 167       | 10.4      | 0         | 26        |       |       |       |       |       | 1      | 0      |
| 2011     | PIT      | 16   | 3    | 123       | 69        | 1,108     | 16.1      | 2         | 79T       | 7     | 41    | 5.9   | 0     | 10    | 0      | 0      |
| 2012     | PIT      | 13   | 10   | 105       | 66        | 787       | 11.9      | 5         | 60T       | 7     | 24    | 3.4   | 0     | 13    | 4      | 2      |
| 2013     | PIT      | 16   | 14   | 165       | 110       | 1,499     | 13.6      | 8         | 56        | 7     | 4     | 0.6   | 0     | 10    | 1      | 0      |
| 2014     | PIT      | 16   | 16   | 182       | 129       | 1,698     | 13.2      | 13        | 63T       | 4     | 13    | 3.3   | 0     | 9     | 2      | 2      |
| 2015     | PIT      | 16   | 16   | 195       | 136       | 1,834     | 13.5      | 10        | 59        | 3     | 28    | 9.3   | 0     | 16    | 3      | 2      |
| 2016     | PIT      | 15   | 15   | 155       | 106       | 1,284     | 12.1      | 12        | 51        | 3     | 9     | 3.0   | 0     | 13    | 0      | 0      |
| 2017     | PIT      | 14   | 14   | 140       | 101       | 1,533     | 15.2      | 9         | 51T       |       |       |       |       |       | 3      | 0      |
| 2018     | PIT      | 15   | 15   | 168       | 104       | 1,297     | 12.5      | 15        | 78T       |       |       |       |       |       | 0      | 0      |
| Carriera | Carriera | 130  | 103  | 1,275     | 837       | 11,207    | 13.4      | 74        | 79T       | 31    | 119   | 3.8   | 0     | 16    | 14     | 6      |

Statistiche aggiornate alla stagione 2018